# Ведя
Ведя (на румънски: Vedea) е река в Румъния (окръзи Арджеш, Олт и Телеорман), ляв приток на Дунав. Дължина 224 km. Площ на водосборния басейн 5430 km².
Река Ведя води началото си на 550 m н.в., от южното подножие на планината Козия (част от Южните Карпати), в село Морарещи, окръг Арджеш, Южна Румъния. В горното си течение протича по хълмиста местност в широка до 5 km долина, а в долното – пресича от север на юг средната част на обширната Долнодунавска равнина, където течението ѝ е бавно и спокойно, а долината широка и плитка, в която реката силно меандрира. Влива се отляво в река Дунав, при нейния 530 km, на 15 m н.в., югоизточно от село Петрошани (окръг Телеорман), срещу българският остров Батин. В миналото от село Петрошани реката е продължавала да тече още над 30 km успоредно на Дунав и се е вливала в него в близост до град Гюргево, но сега този участък е прекъснат при селото и реката се влива на 2,3 km югоизточно от него.
На запад водосборният басейн на Ведя граничи с водосборния басейн на река Олт (ляв приток на Дунав), а на изток – с водосборния басейн на река Арджеш (ляв приток на Дунав). В тези си граници площта на водосборния басейн на реката възлиза на 5430 km² (0,66% от водосборния басейн на Дунав).
Основни притоци:
- леви – Ведица (60 km, 223 km²), Котмяна (93 km, 418 km²), Текучи (61 km, 201 km²), Бурдя (107 km, 366 km²), Переул (106 km, 535 km²), Телеорман (169 km, 1427 km²);
- десни – Плопча (56 km, 354 km²).

Река Ведя има смесено подхранване, с преобладаване на снежно-дъждовното. Пълноводието ѝ е през пролетта и есента, а през лятото на отделни участъци пресъхва и се превръща във верига от малки езера.
В долното течение част от водите ѝ се използват за напояване. По цялото си протежение долината ѝ е гъсто заселена, като най-големите селища са градовете: Рошиори де Веде и Александрия).